# 인도의 원자력 발전
인도에서 원자력 발전은 석탄, 가스, 수력, 풍력 발전에 이어 5번째 발전 수단이다. 2018년 3월 현재 인도에는 7개의 원자력 발전소에서 22개의 원전이 가동중이다. 총 발전용량은 6,780 MW이다.
1974년 5월 18일 인도 최초의 핵 실험 미소짓는 부처(Smiling Buddha) 직후 원자력 규제를 받아왔는데, 2008년 9월 버락 오바마 대통령이 인도에 대한 원자력 제재를 50년만에 풀어주었다. 2008년 10월 인도-미국 원자력 협정을 체결했으며, 프랑스, 러시아와도 비슷한 협정을 체결했다. 이 협정이 있어야 해당국으로부터 상업용 원전을 수입할 수 있다. 2011년 7월 대한민국과 원자력 협정을 체결했다.

## 같이 보기
- 자이타푸르 원자력 발전소